# Cteniopus
Genre
Cteniopus est un genre d'insectes coléoptères de la famille des ténébrionidés

## Espèces rencontrées en Europe
Selon Fauna Europaea (24 janv. 2015) :
- Cteniopus flavus (Scopoli 1763)
- Cteniopus impressicollis Fairmaire 1892
- Cteniopus intrusus Seidlitz 1896
- Cteniopus neapolitanus Baudi 1877
- Cteniopus punctatissimus Baudi 1877
- Cteniopus sulphureus (Linnaeus 1767 ??) - (L., 1758) selon BioLib
- Cteniopus sulphuripes (Germar 1824)

## Liste de sous-genres et d'espèces
Selon BioLib (24 janv. 2015) :
- sous-genre Cteniopus (Cteniopus) Solier, 1835
  - Cteniopus neapolitanus Baudi, 1877
  - Cteniopus sulphureus (Linnaeus, 1758)
- sous-genre Cteniopus (Ctenoposomus) Reitter, 1906
- sous-genre Cteniopus (Rhinobarus) Reitter, 1906
  - Cteniopus sulphuripes (Germar, 1824)
- espèces non classées :
  - Cteniopus impressicollis Fairmaire, 1892
  - Cteniopus intrusus Seidlitz, 1896
  - Cteniopus punctatissimus Baudi, 1877